# لوتون إس. باركر
لوتون إس. باركر (بالإنجليزية: Lawton S. Parker)‏ هو رسام أمريكي، ولد في 7 أغسطس 1868 في ميشيغان في الولايات المتحدة، وتوفي في 25 سبتمبر 1954 في باسادينا في الولايات المتحدة.